# 自适应学习
自适应学习，也被称为自适应教学，是使用计算机算法来协调与学习者的互动，并提供定制学习资源和学习活动来解决每个学习者的独特需求的教育方法。 在专业的学习情境，个人可以“试验出”一些训练方式，以确保教学内容的更新。根据学生的学习需要，计算机生成适应其特点的教育材料，包括他们对问题的回答和完成的任务和经验。该技术涵盖了各个研究领域和它们的衍生，包括计算机科学、人工智能、心理测验、教育学、心理学和脑科学。
自适应学习出现的一部分原因在于，人们认识到使用传统的非自适应方法无法大规模地实现定制学习。自适应学习致力于在教育过程中将学习者从被动的信息接收者转换为学习的合作者。自适应学习系统主要应用于教育，而另一种流行的应用是商业培训。它们被设计成的计算机桌面应用和网页应用，现在也引入到系统化课程中。

## 历史
自适应学习，也称为智能教学，起源可追溯到人工智能运动的开端，并在20世纪70年代开始逐渐流行。当时，人们普遍认为电脑能最终实现人类的自适应能力。自适应学习的基本前提是，工具或系统根据学习者/用户的学习方法而调整，使用户获得更好、更有效的学习体验。在上世纪70年代，计算机的高成本和大尺寸是其无法得到广泛应用的主要障碍。在早期采用智能系统的另一个障碍是，用户界面不适于学习的过程。自适应和智能学习系统工作的开始通常可以追溯到SCHOLAR系统，该系统为南美地理主题提供自适应学习。 随后五年内出现了许多其他有创新性的系统。 关于自适应学习和智能辅导系统的早期工作的一个很好的说明可以在经典图书《智能辅导系统》中找到。

## 技术和方法
自适应学习系统一直以来都被分成单独的组件或“模型”。虽然已经提出了不同的模型组，但大多数系统包括以下部分或全部模型（名称偶尔不一样）：
- 专家模型 - 包含要教授的信息的模型
- 学生模型 - 跟踪和了解学生的模型
- 教学模型 - 实际传达信息的模型
- 教学环境 - 用于与系统交互的用户界面

### 专家模型
专家模型存储了有关正在被教授的材料的信息。这可以像一些简单的信息，例如问题集的答案库，也可以包括课程和教程。 更复杂的系统甚至包括说明解题思路的专家方法。
不包含专家模型的自适应学习系统通常将这些功能结合在教学模型中。

### 学生模型
确定学生技能水平的最简单的方法是嵌入CAT(计算机化自适应测试)。在CAT，学习者会收到很多问题，问题的挑选基于与该学习者的假定技能水平相关的难易程度。随着测试的进行，根据他们的作答，计算机调整学生的得分，并通过不断缩小问题的难度范围，微调评分。
CAT式评估的算法比较易于实现。通过专家分析、实验和两者结合，一个有大量问题的数据库得到扩充和评估。计算机本质上执行的是二进制搜索。计算机总是给学习者一个问题，该问题介于计算机确定的该学习者的最大和最小可能技能水平之间。然后将这些级别调整到问题难度的级别。如果学习者回答正确，则重新生成最小值。如果学习者回答不正确，则重新生成最大值。显然，必须要设定一个误差范围，以避免学习者的答案有时候不一定指示其真实技能水平、而仅仅是巧合的情况。从一个难度级别提出多个问题可以大大降低误导性答案的可能性，并且设定一个允许超出假定的技能水平的范围，可以弥补可能出现的误差评估。
一个如何识别学生对概念理解方面的弱点的扩展，是对学生模型进行编程分析不正确的答案。 这尤其适用于多项选择题。 请参看以下示例：
问：简化 {\displaystyle 2x^{2}+x^{3}}
a)不能被简化
b) {\displaystyle 3x^{5}}
c)...
d)...
显然，回答（b）的学生在把不同指数的两项相加， 没能正确掌握公式各项的概念。 在这种情况下，错误的答案不仅只是说明学生答错了， 而且提供了更多的信息。

### 教学模型
教学模型通常建议将最佳的教育科技工具（例如多媒体演示）与专家教师的意见相结合。教学模型的复杂程度在很大程度上取决于学生模型的复杂程度。在CAT式学生模型中，教学模型将简单地根据问题库的等级对课程进行排名。当学生的水平得到满意的确定后，教学模式将提供适当的课程。更高级的学生模型需要一个基于概念评估的教学模型，该模型也按概念组织课程。教学模型可以设计来分析学生弱点的集合并相应地定制课程计划。
学生模型评估错误答案的时候，有的系统会以“提示”的形式提供对实际问题的反馈。当学习者犯错时，系统会弹出有用的建议，例如“仔细查看数字的正负号”。 这也属于教学模型的范畴，基于概念弱点而提供提示。提示也可以基于特定问题。在这种情况下，学生模型、教学模型和专家模型是重叠的。

## 实际应用

### 远程学习
自适应学习系统可以在互联网上实现远程学习和小组合作。
远程学习现在已融入了自适应学习的各个方面。 最初的远程系统没有自适应学习的功能，只是给学生一套预选问题库，并自动正确与否的反馈给学习者。 然而，这种方法缺乏教室中教师可以提供的指导。目前的远程学习趋势要求使用自适应学习，在学习环境中实现智能动态行为。
在学习者学习新概念的过程中，他们会对自己的能力进行测试，数据库会使用其中一种模型跟踪他们的进度。最新一代的远程学习系统参考了学习者的答案，并使用一种名为“认知支架”的概念来自动确认学生的认知能力。认知支架是自动学习系统根据已证实的认知能力，创建从最低到最高的评估认知路径的一种能力。
目前成功在网络远程学习中实施自适应学习的案例是皇家墨尔本理工大学的网络学习系统（WebLearn）的枫叶引擎（Maple）。 WebLearn足够先进，可以对学生提出的问题进行评估， 即使这些问题没有像在数学领域那样有唯一答案。
自适应学习可以促进远程学习环境（如论坛或资源共享服务）中的团队协作。 自适应学习如何促进协作的一些例子，例如具有相同兴趣的用户的自动分组；基于用户提出的兴趣或用户的上网习惯，实现信息源链接的个性化等。

### 教育游戏设计
2014年，一位教育研究人员完成了一项针对教育游戏设计的自适应学习的多年研究。该研究开发并验证了ALGAE（自适应学习游戏设计）模型，这是一种基于游戏设计理论和实践、教学策略和自适应模型的综合自适应学习模型。该研究扩展了之前在游戏设计、教学策略和自适应学习方面的研究，将这三者组合成一个复杂的模型。
该研究开发了一种适应性教育游戏设计模型，它成为游戏设计师、教学设计者和教育者的指南，旨在提高学习成果。调查参与者验证了ALGAE模型的价值，并提供了有关模型构建、使用、效益和挑战的具体见解。目前的ALGAE模型基于这些见解，并成为教育计算机游戏设计和开发的指南。
该模型可以实现跨行业应用，包括政府和军事机构/单位、游戏产业和学术界。 随着ALGAE模型的应用变得更加广泛，模型的实际价值和实施方法（聚焦或非聚焦）将得到充分实现。

## 开发工具
虽然学习工具的营销经常提到自适应学习功能，但其适应能力可能会有很大差异。
入门级学习工具倾向于根据简单的标准来确定学习者的学习路径。这些标准的例子有学习者对多项选择题的回答。 正确答案可能会使学习者进入路径A，而不正确的答案可能会将他们带到路径B。虽然这些工具提供了适当的基本分支方法，但它们通常基于潜在的线性模型。学习者只需将其重新定向到预定义途径线上某个点。因此，这些系统的能力达不到真正的适应性。
从工具复杂度维度的另一个极端看，有一些先进的学习工具可以根据任意数量的复杂条件创建非常复杂的适应能力。这些条件可能与学习者目前正在做的事情、先前的决定、行为跟踪、互动和外部活动有关。 这些高端工具通常没有基础导航，因为它们倾向于使用人工智能的方法，例如推理引擎。 由于基本设计差异，高级工具能够提供丰富的评估功能。它可以向学习者呈现复杂的模拟，而不是采用简单的多项选择问题，通过多因素考虑来确定学习者应该如何适应学习。

### 流行的工具
- Adobe Captivate
- Qualtrics

## 其他相关
- 计算机化的适应性测试
- 教育软件
- 智能的辅导系统
- 个性化学习
- 智能学习
- 验证学习